# Spookhoekstervaart
De Spookhoekstervaart (Fries en officieel: Spoekhoekster Feart) is een kanaal in de gemeente De Friese Meren in de provincie Friesland.
De ruim twee kilometer lange vaart begint bij buurtschap Schouw. In oostelijke richting is er verbinding met het water Wyldemerk en de Van Swinderenvaart. De vaart loopt in noordwestelijke richting langs de N359. In zuidwestelijke richting is er verbinding met de Witakkersvaart.  De Spookhoekstervaart mondt uit in de Rijstervaart. Het kanaal maakt deel uit van de route van de Elfstedentocht.

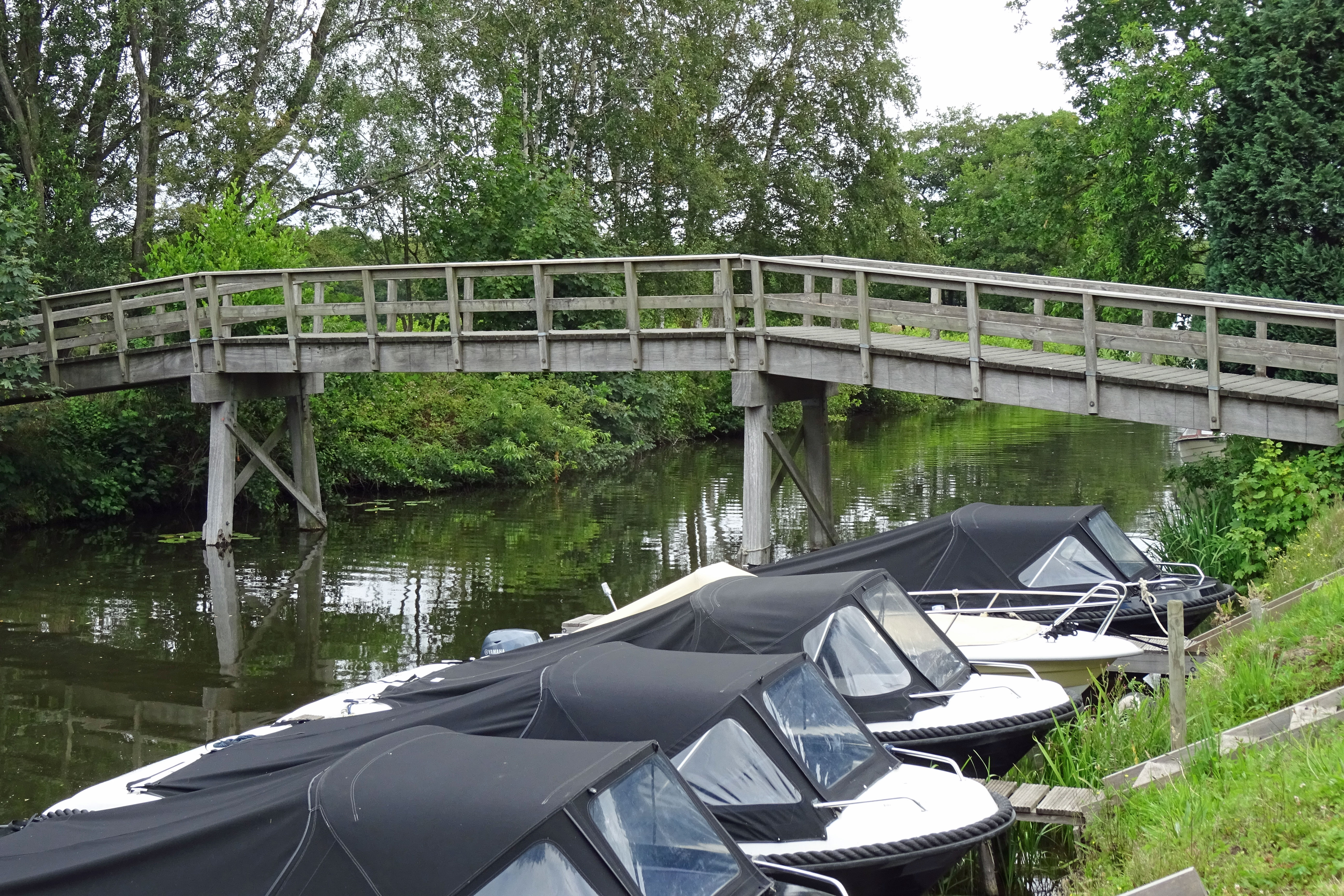
Brug over de Spookhoekstervaart bij Schouw
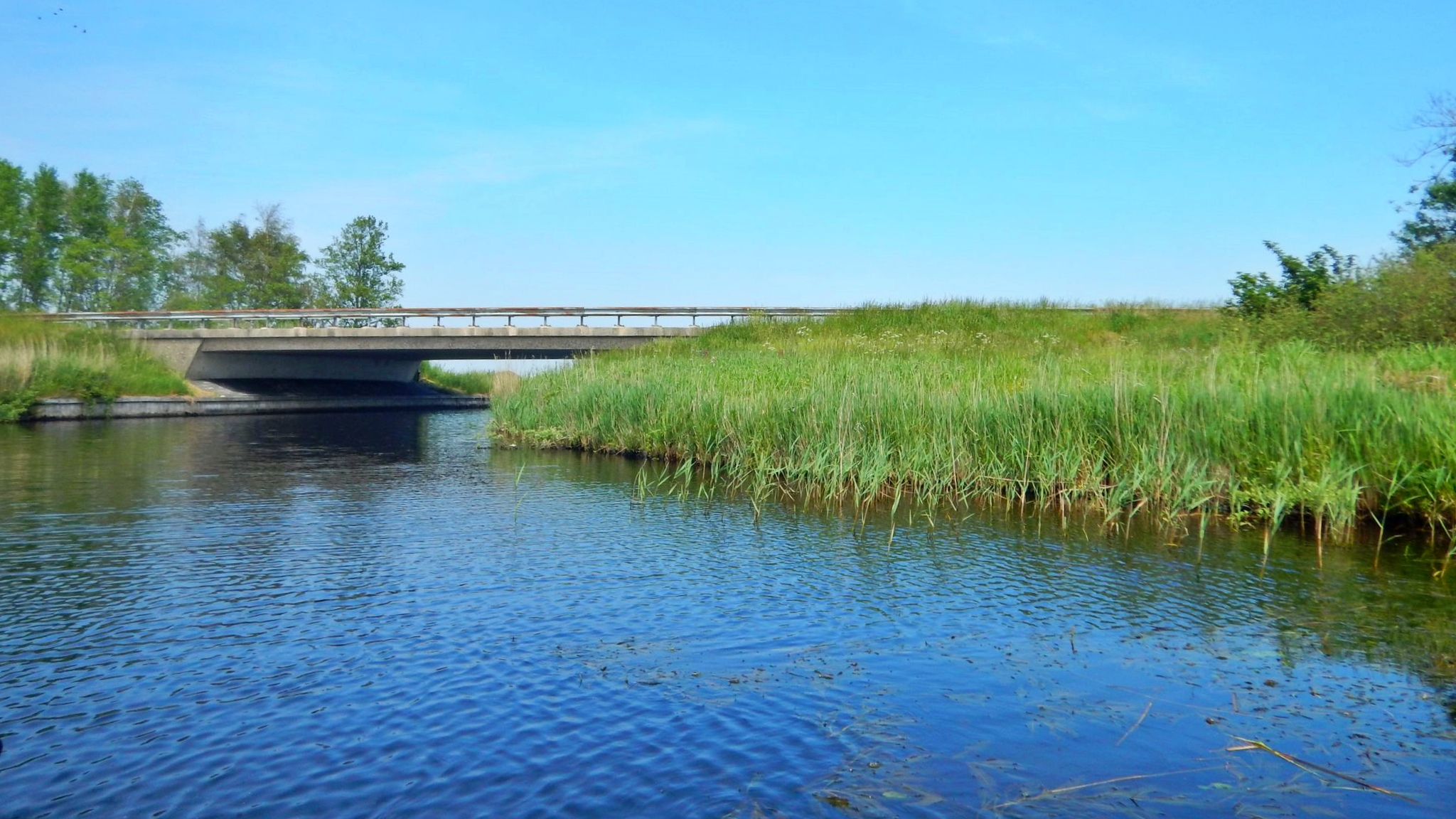
De Rijstervaart onder de brug in de N359 vanaf de Spookhoekstervaart

Zwette · Stadsgracht (Sneek) · Geeuw · Wijddraai · Wijde Wijmerts · Nauwe Wijmerts · Noorder Ee · Ee (Woudsend) · Slotermeer · Slotergat · Slotermeer · Luts · Van Swinderenvaart · Spookhoekstervaart · Rijstervaart · Oud-Karre · Johan Frisokanaal · Morra · Johan Frisokanaal · Noorderdijkvaart · Het Wijd · De Gronzen · Indijk · Zijlroede (Hindeloopen) · Oude Oostervaart · Dijkvaart · Horsa · Burevaart · Diepe Dolte · Workumertrekvaart · Het Kruiswater · Stadsgracht (Bolsward) · Witmarsumervaart · Harlingervaart · Bolswardervaart · Zuidoostersingel · Noordoostersingel · Noordergracht (Harlingen) · Van Harinxmakanaal · Sexbierumervaart · Noordergracht (Franeker) · Dongjumervaart · Ried · Berlikumerwijd · Moddergat · Wierzijlsterrak · Blikvaart · Zuidhoekstervaart · Ouwe Rij · Leistervaart · Finkumervaart · Dokkumer Ee · Het Kleindiep · Dokkumer Ee · Oudkerkstervaart · Murk · Ouddeel · Bonkevaart (finish)